# Campli
Campli là một đô thị và thị xã của Ý. Đô thị này thuộc tỉnh Teramo trong vùng Abruzzo. Campli có diện tích 73 km2, dân số theo ước tính năm 2005 của Viện thống kê quốc gia Ý là 7598 người. Thị xã nằm trong công viên tự nhiên Gran Sasso e Monti della Laga National Park.
Các đơn vị dân cư:
Đô thị Campli giáp với các đô thị: Bellante, Civitella del Tronto, Sant'Omero, Teramo, Torricella Sicura, Valle Castellana.